# Babice (Hradec Králové-i járás)
Babice község Csehországban, a Hradec Králové-i járásban. Babice Barchov, Boharyně és Kosičky településekkel határos. Lakosainak száma 215 fő (2024. január 1.).

## Népesség
A település lakosságának változását az alábbi diagram mutatja:
| Lakosok száma | 396  | 403  | 356  | 281  | 205  | 195  | 192  | 191  | 179  | 215  |
|               | 1869 | 1900 | 1921 | 1961 | 1980 | 2011 | 2016 | 2019 | 2021 | 2024 |